# Фоминське (Тугулимський міський округ)
Фоми́нське (рос. Фоминское) — село у складі Тугулимського міського округу Свердловської області.
Населення — 18 осіб (2010, 47 у 2002).
Національний склад станом на 2002 рік: росіяни — 98 %.